# Gregory Ruth

Zawodnik Oklahoma Sooners

Gregory Koch Ruth (ur. 9 sierpnia 1939 w Bethlehem, zm. 1 lipca 1974 w Waco) – amerykański zapaśnik walczący w stylu wolnym. Olimpijczyk z Tokio 1964, gdzie zajął szóste miejsce w kategorii do 70 kg.
Brązowy medalista mistrzostw świata w 1963; piąty w 1962. Złoty medalista igrzysk panamerykańskich w 1963 roku.
Zawodnik Liberty High School w Bethlehem, Lehigh University, w czasie igrzysk w West Point i University of Oklahoma. Dwa razy All-American w NCAA Division I (1965–1966). Pierwszy w 1965 i 1966 roku.
Zginął w wypadku podczas wyścigów motorowodnych.

## Letnie Igrzyska Olimpijskie 1964
| Konkurencja      | Rundy eliminacyjne    | Rundy eliminacyjne                  | Rundy eliminacyjne    | Rundy eliminacyjne   | Klas. końcowa |
| Konkurencja      | Przeciwnik I          | Przeciwnik II                       | Przeciwnik III        | Przeciwnik IV        | Miejsce       |
| ---------------- | --------------------- | ----------------------------------- | --------------------- | -------------------- | ------------- |
| 70 kg styl wolny | Matti Poikala (SWE) Z | Dandzandardżaagijn Sereeter (MGL) Z | Iwao Horiuchi (JPN) P | Sidney Marsh (AUS) Z | 6.            |